# Montgomery Castle
Montgomery Castle är ett slott i Storbritannien.   Det ligger i kommunen Powys och riksdelen Wales, i den södra delen av landet, 240 km nordväst om huvudstaden London. Montgomery Castle ligger 198 meter över havet.
Terrängen runt Montgomery Castle är huvudsakligen kuperad, men åt sydväst är den platt. Terrängen runt Montgomery Castle sluttar norrut. Runt Montgomery Castle är det ganska glesbefolkat, med 48 invånare per kvadratkilometer. Närmaste större samhälle är Welshpool, 10,7 km norr om Montgomery Castle. Trakten runt Montgomery Castle består i huvudsak av gräsmarker.